# Mariana Spivak
Pour les articles homonymes, voir Spivak.
Maryana Timofeevna Spivak (en russe : Марьяна Тимофеевна Спивак) est une actrice russe née à Moscou le 23 mars 1985.

## Biographie
Maryana Spivak née le 23 mars 1985 à Moscou, Russie.
Elle est la petite-fille de l'actrice Janna Prokhorenko et la fille de l'actrice Ekaterina Vasilieva et de l'acteur et réalisateur ukrainien Timofei Spivak.

### Vie privée
Elle est mariée avec l'acteur Anton Kuznetsov. Ils ont un fils, Grigory Kuznetsov, né en 2015.

## Carrière
En 2017, elle tient l'un des rôles principaux dans le film Faute d'amour d'Andrei Zviaguintsev. L'année suivante elle intègre la distribution de la série Le Bureau des légendes aux côtés de Mathieu Kassovitz.

## Filmographie

### Cinéma

#### Longs métrages
- 2010 : Space dogs (Belka i Strelka : Lunnye priklyucheniya) d'Inna Evlannikova (ru) et Sviatoslav Ouchakov (ru) : Strelka (voix)
- 2017 : Faute d'amour (Nelioubov) d'Andrei Zviaguintsev : Genia
- 2019 : Yesterday de Danny Boyle : Alexa
- 2019 : Nebo izmeryaetsya milyami de Konstantin Buslov : Pana Rudenko
- 2020 : Tsoï d'Alekseï Outchitel : Marina
- 2020 : Baba Yaga: La forêt des damnés (Yaga. Koshmar tyomnogo lesa) de Svyatoslav Podgaevskiy : Yuliya
- 2022 : Mat moyego syna d'Ilya Maksimov : Mari
- 2022 : Kto tam ? de Vitaliy Dudka, Vladimir Maslov et Mikhail Morskov : La mère

### Télévision

#### Séries télévisées
- 2008 : Glukhar : Vera
- 2013 : Syn ottsa narodov : Vasilyeva
- 2018 - 2020 : Le Bureau des légendes : Samara
- 2019 - 2022 : To the Lake (Epidemiya) : Irina
- 2019 - 2022 : Shifr : Irina
- 2021 : Mediator : Zoya
- 2021 : 8 sposobov lyubit : Sasha
- 2022 : Kazanova v Rossii. Taynaya missiya : Ekaterina II
- 2022 : Zhuki : Antonina Viktoravna